# Primoco UAV
Primoco UAV je bezpilotní letoun (anglicky Unmanned Aerial Vehicle – UAV) pro civilní a vojenské využití, navržený a vyráběný v České republice. První let se uskutečnil 31. července 2015 a UAV One 100 odstartoval sériovou výrobu v lednu 2016. V roce 2020 přišel výrobce s modernizovanou verzí One  150, jež se vyznačuje vyšším výkonem motoru a lepšími letovými vlastnostmi.
Primoco UAV One 150 je jednotrupý středoplošník s dvojitými svislými ocasními plochami. V zadní části trupu je umístěn čtyřválcový, čtyřtaktní spalovací motor o objemu 340 cm³ s vrtulí v tlačném uspořádání. Bezpilotní letoun je dále vybaven autopilotem (řídicím systémem), palubní elektronikou a užitečným zatížením, které je specifikováno podle potřeb zákazníka. Primoco UAV One má disponovat schopností krátkého vzletu a přistání (STOL). Konstrukce letounu je převážně z uhlíkových a skelných kompozitů. Ke vzletu a přistání využívá pevný tříkolový podvozek příďového typu. O jeho obsluhu se stará jeden pilot a jeden operátor sledovacích systémů.
Bezpilotní letoun Primoco UAV One 150 získal v únoru 2022 EASA Light Unmanned Certificate (LUC) a v březnu 2025 získal Type Certificate podle vojenské normy NATO STANAG 4703 jako první na světě.[zdroj?]
Primární využití bezpilotních letounů Primoco UAV je v civilních leteckých operacích, ochrana hranic a pobřeží, monitoring ropovodů a plynovodů nebo kalibrace letištních radiomajáků ILS/VOR/NDB/DME. Využívají se také při průzkumných a cvičných vojenských misích. Do konce roku 2024 bylo vyrobeno celkem 200 bezpilotních letounů Primoco UAV, které jsou využívané na čtyřech kontinentech.
Výrobce letounu česká společnost Primoco UAV SE se od října 2018 veřejně obchoduje Burze cenných papírů Praha (Ticker Xetra PRIUA). Primární úpis akcií společnosti přinesl 63 milionů korun. V květnu 2021 firma na trhu Start úspěšně upsala nové akcie a získala od investorů dalších 90 milionů korun. Volně obchodovatelný podíl tak vzrostl na 22 %. Od 29. ledna 2024 se s akciemi společnosti obchoduje na hlavním trhu pražské burzy. Majoritním vlastníkem společnosti je nadále její zakladatel a generální ředitel Ladislav Semetkovský, jenž drží 50 % akcií.
Společnost Primoco UAV od února 2019 vlastní a provozuje letiště Písek Krašovice (ICAO LKPISK).

## Provoz a řízení

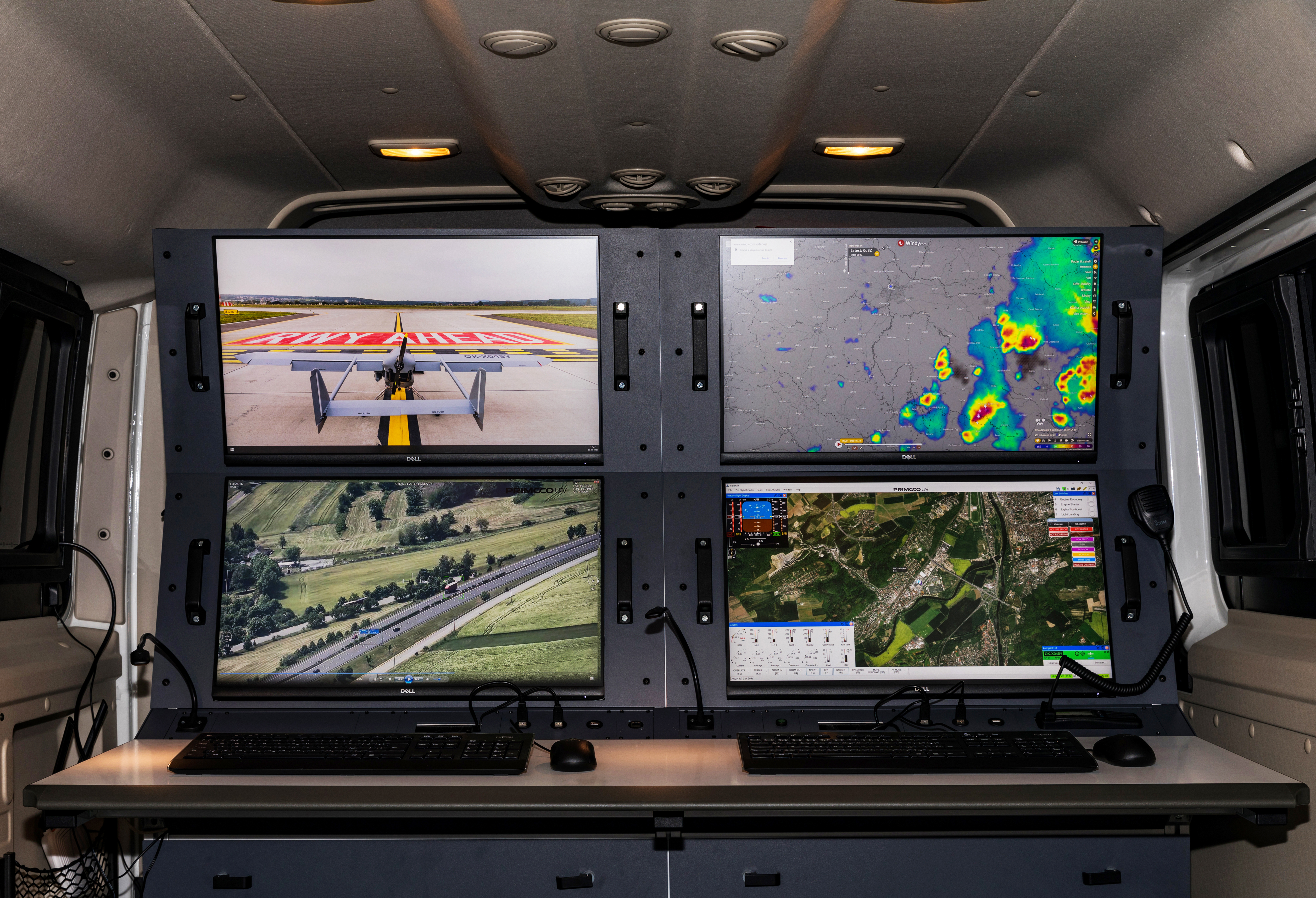
Pozemní řídící stanice Primoco UAV

Bezpilotní letadlo je provozováno z pozemní řídící stanice (Ground Control Station – GCS) pilotem a operátorem senzorů. Letoun provádí vzlet a přistání zcela automaticky nebo manuálně. Zároveň má letoun dostatečné bezpečnostní režimy, které umožňují například automatický návrat letounu a přistání při ztrátě komunikace. V roce 2021 byl One 150 vybaven balistickým záchranným padákovým systémem.
One 150 je dále vybaven odpovídačem sekundárního radaru (ADS-B IN/OUT) pro bezpečný provoz v civilním a vojenském vzdušném prostoru.
Primoco UAV umožňuje provoz více bezpilotních letounů z jediné pozemní řídící stanice.

## Komunikace a monitorování
Zabezpečená komunikace prostřednictvím rádiového spojení zajišťuje nepřetržitý přenos dat na pozemní řídící stanici.

## Muzejní exponáty
V květnu roku 2020 byl jeden letoun Primoco UAV One 150 věnován do sbírek VHÚ a je vystaven v leteckém muzeu Kbely. V listopadu 2023 byl exponát téhož typu umístěn nad schodištěm Národního technického muzea v Praze.

## Specifikace

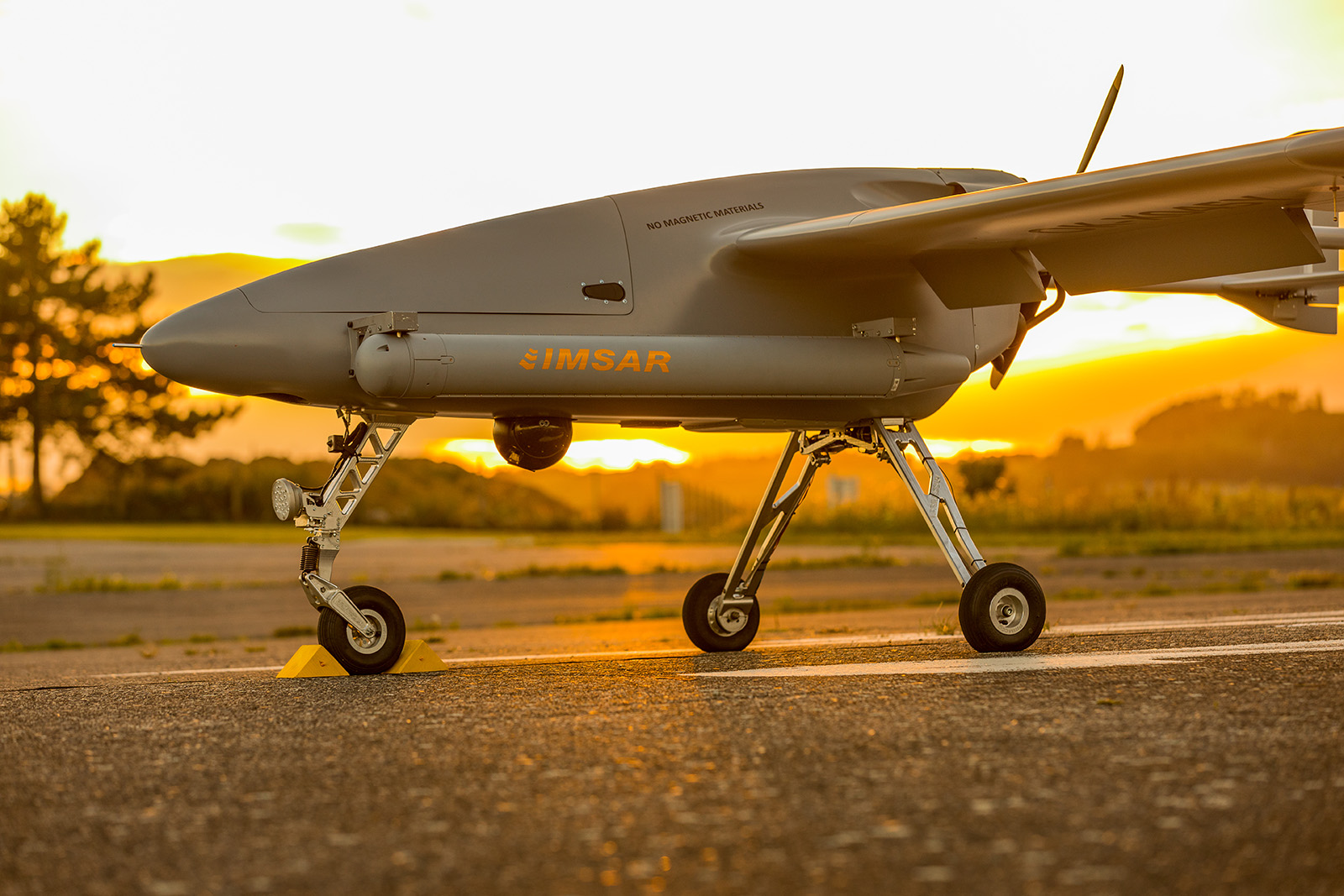
Primoco UAV a SAR radar

### Technické údaje
- Rozpětí: 4,9 m
- Délka: 3,7 m
- Maximální vzletová hmotnost: 150 kg
- Pohonná jednotka: 1 × pístový motor
- Výkon pohonné jednotky: 20 hp

### Výkony
- Cestovní rychlost: 120 km/h
- Dolet: 1800 km
- Vytrvalost: 15 hodin
- Užitečné zatížení: 1–30 kg
- Délka vzletu / přistání: 300 m

## Zařízení
- Optické senzory (den/noc)

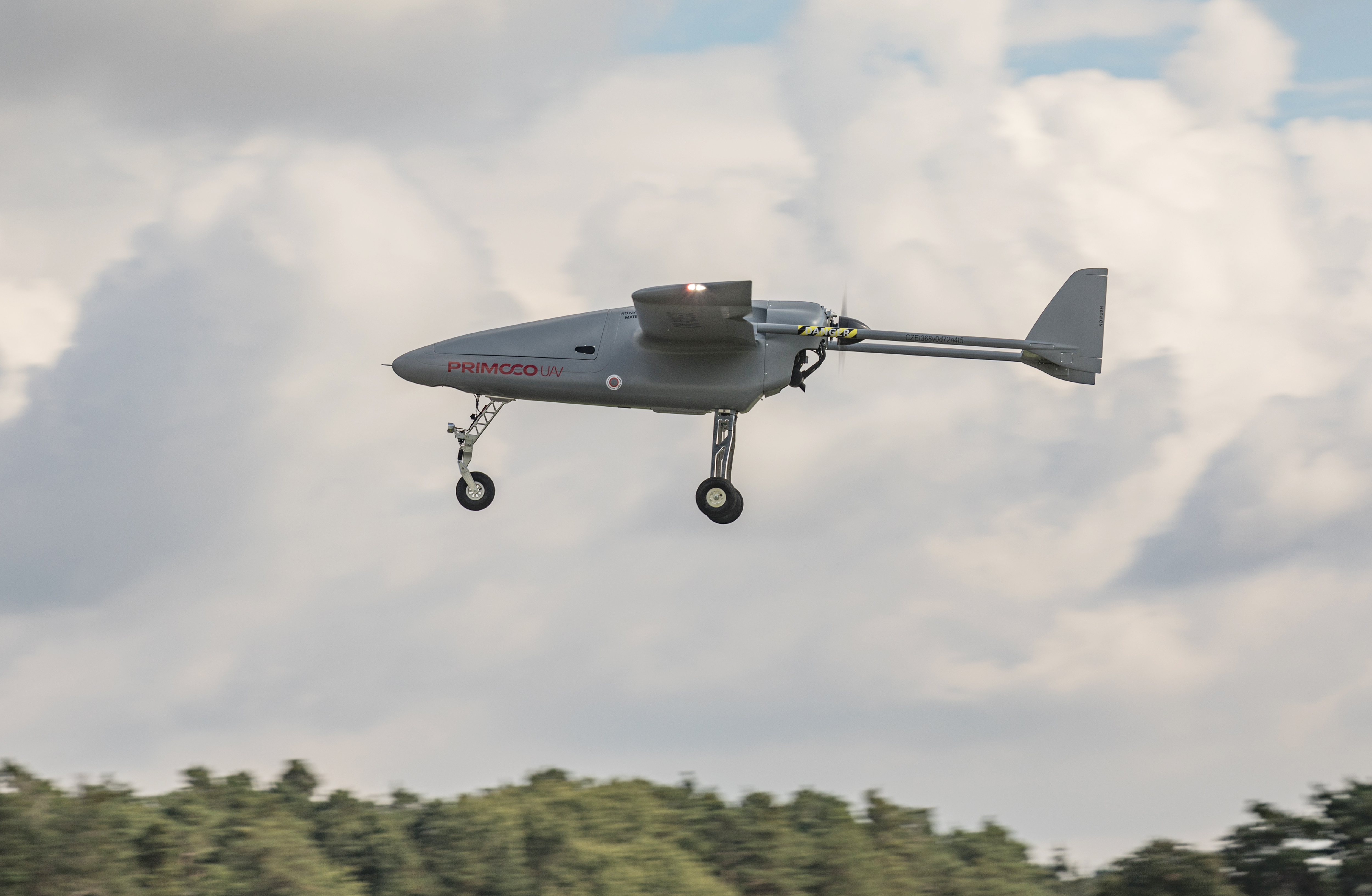
Let Primoco UAV

- Kalibrace letištních radiomajáků ILS/VOR/NDB/DME
- Laserovy scanner (LIDAR)
- Foto systém s ultravysokým rozlišením
- Radar se syntetickou aperturou (SAR)
- Senzory v oblasti SIGINT a ELINT
- Rušení radiového signálu
- Základnová stanice pro šíření mobilního signálu (BTS)